# Football aux Jeux de l'Extrême-Orient 1919
L'épreuve de football aux Jeux de l'Extrême-Orient 1919 est la quatrième édition des Jeux de l'Extrême-Orient. Disputée à Manille, aux Philippines, elle oppose les équipes de la Chine et des Philippines.

## Résultats
| 12 mai 1919 | Philippines | 0 - 2 | Chine |  |  |
|             |             |       |       |  |  |

| 13 mai 1919 | Philippines | 2 - 1 | Chine |  |  |
|             |             |       |       |  |  |

| 15 mai 1919 | Philippines | 1 - 2 | Chine |  |  |
|             |             |       |       |  |  |

## Tableau
| Classement | Equipe      | Pts | J | V | N | D | Bp | Bc | Diff |
| ---------- | ----------- | --- | - | - | - | - | -- | -- | ---- |
| 1          | Chine       | 4   | 2 | 2 | 0 | 1 | 5  | 3  | +2   |
| 2          | Philippines | 2   | 3 | 1 | 0 | 2 | 3  | 5  | -2   |

## Vainqueur
| Vainqueurs Jeux de l'Extrême-Orient 1919 Chine 3e titre |